# Puracé (kommun i Colombia)
Puracé är en kommun i Colombia.   Den ligger i departementet Cauca, i den sydvästra delen av landet, 400 km sydväst om huvudstaden Bogotá. Antalet invånare är 14 970. Arean är 707 kvadratkilometer.
Terrängen i Puracé är varierad.